# Hans-Karl Siebigs
Hans-Karl Siebigs (* 28. Januar 1930 in Mönchengladbach; † 8. Juni 2018 in Aachen) war ein deutscher Architekt und Aachener Dombaumeister.

## Leben und Wirken
Nach seinem Abitur am Stiftischen Humanistisches Gymnasium Mönchengladbach und einer anschließenden Maurerlehre studierte Siebigs Architektur an der RWTH Aachen. Parallel dazu sammelte er praktische Erfahrungen auf verschiedenen Baustellen, in der Bauleitung und in Architekturbüros. Im Jahr 1960 wurde Siebigs in den höheren bautechnischen Verwaltungsdienst übernommen und legte zwei Jahre später die Große Staatsprüfung ab. Von 1962 bis 1977 war er beim Staatshochbauamt Jülich und bei den Bezirksregierungen in Aachen und Köln tätig und übernahm darüber hinaus diverse Lehraufträge an speziellen Fachschulen. Zwischenzeitlich legte Siebigs im Jahr 1973 seine Promotion mit der Dissertation Die Beteiligung der Träger öffentlicher Belange bei der Bauleitplanung und ihre Überprüfung im Genehmigungsverfahren ab.
Im Jahr 1977 wechselte Siebigs vom Staatsdienst in die Kommunalverwaltung und wurde dort als Leitender Regierungsbaudirektor übernommen. Wenige Monate nach dem plötzlichen Tod von Leo Hugot im Jahr 1982 wurde er dann als dessen Nachfolger in das Amt des Dombaumeisters am Aachener Dom berufen. Siebigs übte diese Tätigkeit bis 1997 aus und veröffentlichte darüber hinaus mehrere Publikationen.

## Schriften (Auswahl)
- Die Beteiligung der Träger öffentlicher Belange bei der Bauleitplanung und ihre Überprüfung im Genehmigungsverfahren. Dissertation, Aachen 1973.
- Die Chorhalle des Aachener Domes. Baugeschichte und Sanierungsmaßnahmen. Thouet-Verlag, Aachen 1997, ISBN 3-930594-24-2.
- Bauliche Sanierungsmaßnahmen an der Ungarnkapelle des Domes zu Aachen in den Jahren 1991–1994. Thouet-Verlag, Aachen 2000.
- Das Grabmal der Galla Placidia. Versuch einer Erklärung. Karin Fischer Verlag, Aachen 2003, ISBN 3-89514-418-5.
- Der Zentralbau des Domes zu Aachen. Unerforschtes und Ungewisses. Wernersche Verlagsgesellschaft, Worms 2004, ISBN 3-88462-195-5.